# Kenta Komatsu
Kenta Komatsu (født 9. januar 1988) er en tidligere japansk fodboldspiller.
Han har spillet for flere forskellige klubber i sin karriere, herunder Matsumoto Yamaga FC.